# 香港01
香港01（ほんこんぜろいち）は、『明報』の元編集者であるユー・パン・ホイが設立した、香港に拠点を置くオンライン・ニュースポータル。2015年6月10日に設立された、香港01有限公司によって運営されている。ウェブサイトは2016年1月11日に公開された。この会社には、約700人の従業員がいる。

## 紙媒体
香港01は毎週金曜日に発行されており、創刊号は2016年3月11日に公開された。